# Enrico Cerulli
 (novembre 2020).
Enrico Cerulli, né à Naples le 15 février 1898, mort à Rome le 19 septembre 1988, est un haut fonctionnaire, diplomate, ethnologue et orientaliste italien, spécialiste notamment des cultures d'Éthiopie et de Somalie.

## Biographie
Il fut élève de Francesco Gallina (1861-1942), professeur d'amharique au Reale Istituto orientale de Naples (actuelle Université L'Orientale), et de Giorgio Levi Della Vida, qui y enseigna la langue et la littérature arabes de 1914 à 1916, et avec lequel il resta lié. Il suivit également les cours de langue et civilisation arabes de Carlo Alfonso Nallino. Sa première publication dans le domaine des études éthiopiennes fut, dès 1916, le recueil Canti popolari amarici, dans les Mémoires de l'Académie des Lyncéens. Il rédigea aussi un mémoire sur la littérature populaire des Gallas (appelés plutôt aujourd'hui les Oromos), à partir de trois informateurs en résidence à Naples, mémoire qui fut publié en 1922, en anglais, dans les Harvard African Studies.
Il fut envoyé en Somalie de 1919 à 1925 (comme secrétaire, puis directeur aux affaires politiques de la colonie), puis en Éthiopie de 1926 à 1928 (comme premier secrétaire, puis conseiller de la légation italienne) ; à ce dernier titre, il joua un rôle important dans la signature du « traité de paix et d'amitié » du 2 août 1928 entre l'Italie et l'Éthiopie de Tafari Makonnen. De 1929 à 1931, il fut représentant italien à la commission de la frontière anglo-italienne en Somalie. Pendant toute cette période, il se livra dans les deux pays à des enquêtes ethnologiques et linguistiques qui firent ensuite l'objet de publications. Il participa notamment en 1928/29 à l'expédition du duc des Abruzzes jusqu'aux sources du Chébéli.
De retour à Rome, il fut de 1932 à 1935 chef des affaires politiques, puis secrétaire général, au Ministère des Colonies. De 1935 à 1937, il fut membre de la délégation italienne à la Société des Nations à Genève. En 1939/40, il fut gouverneur des provinces du Choa puis de Harar en Éthiopie alors occupée par l'Italie.
De retour en Italie en 1940, il travailla à la Bibliothèque vaticane, à laquelle il fit le don des manuscrits éthiopiens qu'il avait collectés. De 1944 à 1947, conseiller d'État, il fut membre de la délégation italienne aux conférences de la paix. Il assista aussi à la conférence de Londres en 1947. En 1949/50, il fut représentant italien au Conseil de tutelle des Nations unies. À cette époque, il fut l'un des hauts responsables italiens mis en cause par le gouvernement éthiopien devant l'ONU pour des crimes de guerre en Éthiopie en 1936 et les années suivantes. Il fut cité finalement comme témoin devant la commission de l'ONU, et le gouvernement éthiopien finit par retirer sa plainte, mais Cerulli ne put plus retourner en Éthiopie.
De 1950 à 1954, il fut ambassadeur d'Italie en Iran, où il se livra également à des études d'ethnologie et de linguistique, notamment sur le dialecte néo-araméen (soureth) parlé dans le Nord-Ouest du pays (région du lac d'Ourmia) et sur le genre théâtral traditionnel appelé le Ta'zieh. Il rassembla une collection de 1 050 manuscrits représentatifs de ce théâtre alors largement méprisé par les élites iraniennes (collection donnée ensuite à la Bibliothèque vaticane, formant le Fondo Vaticano Persiano Cerulli). Après son retour de Téhéran, il fut conseiller d'État jusqu'en 1968.
Une autre de ses contributions célèbres dans le domaine académique porte sur la question très débattue (et controversée à l'époque) des sources orientales de la Divine Comédie de Dante, de la connaissance que pouvait avoir le poète de l'eschatologie islamique par le biais du Livre de l'Échelle de Mahomet traduit en latin en Espagne, sous le règne d'Alphonse X de Castille, par Bonaventure de Sienne (Liber Scalæ Machometi).
Il fut membre de l'Académie des Lyncéens à partir de 1951, son vice-président à partir de 1968 et son président de 1973 à 1976. Il fut aussi membre associé ou correspondant de nombreuses autres académies et sociétés savantes italiennes ou étrangères, en France élu correspondant étranger en 1967, puis associé étranger en 1969, de l'Académie des inscriptions et belles-lettres. Il dirigea à partir de 1955 la section éthiopienne de la collection Corpus Scriptorum Christianorum Orientalium (publiée sous l'égide de l'Université catholique de Louvain), et 32 volumes de cette collection parurent sous sa direction.

## Publications

### Éditeur scientifique
- Il Libro etiopico dei Miracoli di Maria e le sue fonti nelle letterature del Medio Evo Latino, Università di Roma, Studi Orientali pubblicati a cura della Scuola Orientale, I, Rome, G. Bardi, 1943.
- Atti di Krestos Samra, Corpus Scriptorum Christianorum Orientalium, vol. 163-164 (Scriptores Æthiopici, vol. 33-34), Louvain, 1956.
- Scritti teologici etiopici dei secoli XVI-XVIII, I : Tre opuscoli dei Mikaeliti ; II : La storia dei Quattro Concili ed altri opuscoli monofisiti, Biblioteca Apostolica Vaticana, Studi e Testi no 198 et 204, Cité du Vatican, 1958-1960 (2 vol.).
- Atti di Giulio di Aqfahs, CSCO, vol. 190-191 (Scriptores Æthiopici, vol. 37-38), Louvain, 1959.
- Les Vies éthiopiennes de saint Alexis, l'homme de Dieu, CSCO, vol. 298-299 (Scriptores Æthiopici, vol. 59-60), Louvain, 1969.

### Traducteur
- « Il Mistero della Trinità, manuale di teologia della Chiesa Etiopica monofisita, tradotto dall' amarico », Orientalia Christiana Periodica, vol. XII, 1946, p. 47-129.

### Auteur
- « Canti popolari amarici », Memorie della Reale Accademia dei Lincei, classe di scienze morali, storiche e filologiche, ser. 5, vol. 25, 1916, p. 563-658.
- The Folk-Literature of the Galla of Southern Abyssinia, Harvard African Studies vol. III, Cambridge, Mass., 1922.
- Etiopia Occidentale. Dallo Schioa alle frontiere del Sudan. Note del viaggio 1927-1928, Collezione di opere e di monografie a cura del Ministero delle Colonie, Rome, 1929-1931 (2 vol.).
- Studi Etiopici, I : La storia e la lingua di Harar ; II : La storia e la lingua dei Sidamo ; III : Il linguaggio dei Giangerò ed alcune Sidama dell' Omo. IV : Il linguaggio Caffino, Pubblicazioni dell' Istituto per l'Oriente, Rome, 1936-1951 (4 vol.).
- Etiopi in Palestina. Storia della communità etiopica di Gerusalemme, Rome, Libreria del Stato, 1943-1947 (2 vol.).
- Il Libro della Scala e la questione delle fonti arabo-spagnole della Divina Commedia, Biblioteca Apostolica Vaticana, Studi e Testi no 150, Cité du Vatican, 1949 (2e éd. : 1960 ; 3e éd. : 1969).
- Storia della letteratura etiopica (chapitre de l'ouvrage Storia delle letterature di tutto il mondo), Milan, Nuova Accademia, 1956 (2e éd. : 1961 ; 3e éd. : 1968).
- Somalia. Scritti vari editi e inediti, I : Storia della Somalia ; L'Islam in Somalia ; Il Libro degli Zengi ; II : Diritto, Etnologia, Linguistica. Come viveva una tribù Hawiyya ; III : La poesia dei Somali. La tribù somala. Lingua somala in caratteri arabi, Rome, Libreria del Stato, 1957-1964 (3 vol.).
- Il teatro religioso persiano / Elenco di drammi religiosi persiani, Biblioteca Apostolica Vaticana, Studi e Testi no 209, Cité du Vatican, 1961.
- L'Islam di ieri e di oggi, Pubblicazioni dell' Istituto per l'Oriente, Rome, 1970.
- Testi linguistici neo-aramaici dell' Iran settentrionale, con glossario di F. A. Pennachietti, Istituto Universitario Orientale di Napoli, Pubblicazioni del Seminario Semitico, Ricerche 8, Naples, 1971.
- Nuove ricerche sul Libro della Scala e la conoscenza dell' Islam nell' Occidente medievale, Biblioteca Apostolica Vaticana, Studi e Testi no 271, Cité du Vatican, 1972.